# مورتی موتور
مورتی موتور (انگلیسی: Moretti Motor) شرکت خودروسازی ایتالیایی است، که در سال ۱۹۲۵ تاسیس شد.